# Симфония № 45 (Гайдн)
Симфония № 45 фа-диез минор (Hob. I:45) — симфония австрийского композитора Йозефа Гайдна, созданная и впервые исполненная в 1772 году во дворце Эстерхаза в Венгрии. В этот период венский классик работал обер-капельмейстером венгерского князя Миклоша (Николау I) Иосифа Эстерхази.
Существует несколько версий истории создания и интерпретации произведения. Наиболее распространённой является та, согласно которой толчком к возникновению стала неудовлетворённость музыкантов князя своими бытовыми (или финансовыми) условиями. Гайдн сумел выразить её музыкальными средствами: во время исполнения финала оркестранты один за другим покидают сцену. По этой причине произведение позднее получило известность как «Прощальная симфония» (нем. Abschiedssinfonie), а также «Симфония при свечах».
Произведение является ярким образцом патетического стиля композитора. Из-за своей необычной концепции исполнения и структуры с медленным адажио в финале четырёхчастная симфония зачастую рассматривается как пятичастная. Отсылки к «Прощальной симфонии» Гайдна, в частности, новаторский приём, при котором музыканты покидают сцену, впоследствии использовались в произведениях других композиторов. Некоторые исследователи называют её предтечей модернистских и концептуальных исканий.

## Создание

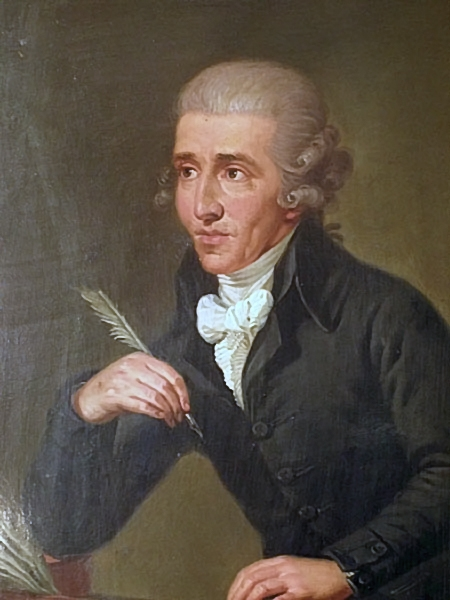
Людвиг Гуттенбрунн. Портрет Йозефа Гайдна, около 1770 года

Симфония была написана австрийским композитором Йозефом Гайдном для капеллы и домашнего театра венгерских князей Эстерхази, на которых он работал с 1761 года. С 1766 по 1790 год Гайдн жил и работал обер-капельмейстером при дворе князя, магната и мецената Миклоша (Николау I) Иосифа Эстерхази, прозванного Великолепным. Он был представителем одной из самых влиятельных и могущественных аристократических семей Венгрии и Австрии и увлекался искусством — в частности, покровительствовал музыкантам. В этот период Гайдн жил в основном в зимней резиденции князя в австрийском Айзенштадте и во дворце Эстерхаза в городке Фертёд на западе Венгрии, также бывая наездами в Вене. В обязанности капельмейстера входило множество задач не только музыкального, но и административного характера: сочинение музыки, руководство оркестром, проведение репетиций, камерное музицирование перед патроном, постановка опер (более 90, как собственно Гайдна, так и переработанных им) и т. д.
В Фертёде Гайдн располагался в четырёхкомнатных апартаментах в большом двухэтажном здании, расположенном отдельно от дворца. Именно здесь он написал большинство своих симфоний для небольшого оркестра князя. Существует несколько версий истории создания и, соответственно, возникновения оригинальной традиции исполнения симфонии № 45, в том числе со слов композитора. По одной из них, зимой 1772 года князь Николау долго не давал отпуска (вариант — не платил жалованье) музыкантам своей домашней капеллы. Они длительное время не могли видеться с членами своих семей, так как из-за ограниченности числа жилых помещений в Фертёде родственники размещались в Айзенштадте, расположенном в нескольких десятках километрах. Участники оркестра лишь в отсутствие хозяина могли покидать город и бывать в Айзенштадте, а в 1772 году он задерживался во дворце дольше, чем они ожидали. Ещё одним поводом для недовольства называют то, что в тот год семейство Эстерхази задержалось в летнем дворце, где было достаточно прохладно, и музыканты страдали от холода и болезней. Оркестранты стали высказывать недовольство и обратились к капельмейстеру. Считается, что Гайдн просьбами не смог добиться от хозяина ни отпуска, ни денег, после чего решил использовать для этой цели страсть князя — музыку: по замыслу композитора во время исполнения финала оркестранты один за другим покидают сцену. Некоторые исследователи отрицали правдоподобность этого варианта возникновения опуса, указывая на его слишком прагматичный, обывательский характер, не отражающий всей полноты авторского замысла. Такую точку зрения не разделял советский музыковед Ю. А. Кремлёв, указывавший на ироническое содержание многих произведений венского классика и его современников. По этому поводу он писал: «Если многие романтики, преисполненные эмоциями мировой скорби, чуждались бытового юмора, считая его недостойным, то в подобной односторонности нельзя обвинить художников и мыслителей эпохи Гайдна».
Существуют и другие варианты объяснения возникновения произведения. Так, по одному из них, князь решил отказаться от финансирования и распустить оркестр, что поставило бы музыкантов в тяжёлое положение. Ещё одна версия, толкующая содержание метафорически, была выдвинута романтиками в XIX веке: «„Прощальная симфония“ по замыслу автора представляет собой расставание с жизнью». Подобной точки зрения придерживался Роберт Шуман, писавший в 1838 году, что в финале «Прощальной симфонии», когда музыканты уходили со сцены после того как тушили свечи, «…никто не смеялся при этом, так как было не до смеха». Напротив, Стендаль в своеобразной книге-биографии «Жизнеописание Гайдна, Моцарта и Метастазио» характеризовал симфонию как единственное шутливое произведение композитора, дошедшее до потомков. Писатель упоминает про бытование трёх анекдотичных историй создания произведения и приводит две из них, о которых якобы был наслышан в Вене. Одна из согласуется с распространённым объяснением, согласно которому опус был создан в связи с тем, что венгерский меценат решил избавиться от капеллы, а её руководитель придумал «остроумный способ изобразить всеобщее расставание и вызываемое им скорбное чувство: каждый музыкант, закончив свою партию, уходил из зала». Согласно более оригинальному варианту, симфония появилась в связи с тем, что музыкальные новшества Гайдна встретили сопротивление со стороны исполнителей и он таким образом решил их проучить. При этом автор заранее сообщил князю и его окружению о своих намерениях, сумев добиться своих целей: «…эйзенштадтский двор вдоволь потешился над замешательством музыкантов, полагавших, что все они сбились, и в особенности над смущением концертанта, исполнявшего партию первой скрипки, когда тот под конец услышал, что играет один».
Каждую новую партитуру он начинал словами: «In Nomine Domini» («Во имя господне») и заканчивал словами: «Laus Deo» («Хвала господу») или же: «Omnia ad majorem Dei gloriam» (О. A. M. D. G. — «Всё для вящей славы господа бога»). Эта заключительная формула иногда расширялась следующим добавлением: «Et Beatissimae Virginis Mariae» (et В. V. М. — «и пресвятой девы Марии»).
Из-за особенностей исполнения произведение со временем получило известность как «Прощальная симфония» (нем. Abschiedssinfonie). Кроме того, встречается название «Симфония при свечах», так как, следуя традиции, её иногда продолжают играть при свечах. Однако в авторской рукописи партитуры эти названия не зафиксированы. Там, по обыкновению набожного композитора, содержалась отметка: «Симфония фа-диез минор. Во имя Господа от меня, Джузеппе Гайдна. 772», а в конце по-латыни: «Хвала Богу!».

## Особенности исполнения
Особенность этой симфонии заключается в том, что она часто исполняется при свечах, закреплённых на нотных пультах музыкантов; за традиционным по форме финалом следует дополнительная медленная часть, во время проигрыша которой оркестранты один за другим прекращают играть, гасят свечи и покидают сцену. Сначала исключаются все духовые инструменты. В струнной группе замолкают контрабасы, затем виолончели, альты и вторые скрипки. Симфонию доигрывают лишь две первые скрипки (на одной из которых в своё время играл сам Гайдн, так как первый скрипач был одновременно дирижёром оркестра). В конце концов, после завершения музыки, последние исполнители гасят свечи и уходят вслед за остальными. Австрийский музыковед Леопольд Новак представил произошедшее премьерное исполнение симфонии следующим образом:
Она началась в тональности fis-moll, по тем временам весьма необычной, и, как ни удивительно, не закончилась на четвёртой части: после неё началось Adagio в A-dur. Разделённые на две партии скрипки (divisi) начали новую тему. И вдруг произошло нечто уж совсем неожиданное: одна валторна и один гобой перестали играть, оркестранты уложили свои инструменты в футляры и ушли с эстрады. Очень скоро за ними последовали другие музыканты, и под конец остались только скрипки, которые доиграли последнюю часть в терцию и сексту.
Считается, что князь Эстерхази понял этот изящный намёк и пожелания музыкантов были удовлетворены. Российский музыкант А. Е. Винницкий отмечал, что композитора за концепцию симфонии можно назвать «правозащитником», так как её программа представляет собой пример «протестной акции в защиту прав музыкантов оркестра князя Эстерхази». По его мнению, композитор крайне дипломатично и с юмором реализовал «акцию» в защиту своих подчинённых. Винницкий также подчёркивал другой аспект исполнения: «…Гайдн запрограммировал известное окончание симфонии так, что последним играл соло и тушил свечу любимый скрипач князя, которого он не мог не дослушать… Ну разве мог Эстерхази после этого не понять такого тонкого намёка и разве можно было обидеться на столь остроумный протест?!» Ввиду оригинального характера исполнения симфонию даже называют предтечей авангардистских поисков. Так, по словам музыкального критика А. М. Варгафтика, предпринимаются попытки характеризовать симфонию «мягкими и понятными словами, например „инструментальный театр“, а иногда употребляют выражения совсем уж новые, модные, непривычные: называют его [Гайдна] отцом хеппенинга, перформанса, акции».

## Состав оркестра
Гайдн работал капельмейстером небольшого по количеству исполнителей княжеского оркестра, что нашло отражение в составе используемых в симфонии инструментов:
- 2 гобоя
- фагот
- 2 валторны
- струнные (не более 9 человек).

## Форма
1. Allegro assai (фа-диез минор)
2. Adagio (ля мажор)
3. Minuet. Allegretto — Trio (фа-диез мажор)
4. Finale. Presto — Adagio (фа-диез минор — ля мажор — фа-диез мажор)

## Характеристика
В литературе зачастую отмечается, что симфония представляет собой яркий образец патетического стиля композитора, который несколько противоречил вкусам княжеского двора. Некоторые исследователи считают, что музыкальные произведения Гайдна этого периода имеют общие черты с немецким литературным направлением «Буря и натиск» (1760—1780-е годы), однако другие не согласны с этим мнением, полагая, что если подобное влияние и имело место, то было незначительным.
Симфония написана и начинается (Allegro assai) в тональности фа-диез минор, крайне редко применявшейся в музыкальной практике периода её создания. Она даже рассматривается в качестве не только единственной симфонии Гайдна, созданной в fis-mol, но и, видимо, не имеющей аналогов в этом отношении во всём XVIII веке. Ещё одной оригинальной особенностью является то, что симфония заканчивается (Minuet. Allegretto — Trio) в другой редкой для того времени тональности — фа диез мажоре. Альфред Эйнштейн, сравнивая в отношении смелого применения тональностей Гайдна и Моцарта, а также их композиторов-современников, писал: «Самым же передовым из всех был Йозеф Гайдн. И даже не поздний Гайдн, а ранний. Ещё до 1773 года он создал симфонии E-dur и c-moll, H-dur, f-moll и fis-moll („Прощальная“ симфония). Есть у него и квартеты E-dur и f-moll, а в 1781 году появляется h-moll — тональность, к которой Моцарт относился с чрезвычайной осторожностью». Ю. А. Кремлёв обращал внимание на то, что «патетический стиль» периода создания симфонии был выработан Гайдном самостоятельно и без внешних влияний. Зачастую отмечают некоторую близость между «патетическими» произведениями Гайдна и Моцарта, но последнему, по наблюдению Кремлёва, в то время было около шестнадцати лет и он не создал ещё тогда значительных сочинений в симфоническом жанре.
Симфония состоит из четырёх частей. Первые четыре следуют традиционной схеме, уже сложившейся у Гайдна к тому времени, и образуют замкнутый симфонический цикл. Финал симфонии оказывается «отодвинутым», его можно разделить согласно указанным темпам на Presto и Adagio. Выделяемая музыковедами отдельно V часть, фактически завершающая произведение, выдержана в медленном темпе; к тому же развитие в ней идёт по нисходящей линии (спад динамики, постепенное «выключение» инструментов). Существует множество интерпретаций симфонии, особенно её финала. Так, последняя часть истолковывается в автобиографическом, шутливом, лирико-философском плане.

## В культуре
Отсылки к симфонии Гайдна, в частности новаторский приём, при котором музыканты покидают сцену, позже использовались в произведениях других композиторов. Так, при исполнении Первой симфонии Альфреда Шнитке музыканты уходят и возвращаются на сцену. Кроме того, в последней части процитирована музыка Гайдна из «Прощальной симфонии». По поводу использования в сочинении Шнитке концептуальных и полистилистических приёмов В. Н. Холопова и Е. И. Чигарева, авторы монографии о композиторе, писали: «Приведя все линии драматургии к общей точке (в конце финала), современный автор новаторской симфонии как бы обращает взор к портрету создателя жанра, дедушке Гайдну. В записи на плёнке звучат последние 14 тактов „Прощальной симфонии“ — старый маэстро словно шлёт ласковый привет». В сочинении для камерного оркестра «Tristessa I» (Прощальная симфония) советского и российского композитора Фараджа Караева исполнители также уходят во время исполнения произведения. В фильме «Мост Ватерлоо» (1940) режиссёра Мервина Лероя влюблённые (Вивьен Ли и Роберт Тейлор) танцуют «Вальс свечей», и музыканты, как в «Прощальной симфонии», гасят свечи.
В связи с особенностями исполнения симфонии Джанет Морган, официальный биограф Агаты Кристи, сравнила произведение Гайдна со знаменитым романом «Десять негритят» (1939), в котором приглашённые на остров гости один за другим расстаются с жизнью: «По форме написания эта книга похожа на „Прощальную“ симфонию Гайдна, в конце которой различные части оркестра постепенно по очереди смолкают».